# Серяков, Владимир Ефимович
Владимир Ефимович Серяков (1 января 1934, с. Черниговке, Кормиловский район, Омская область, РСФСР, СССР — 13 февраля 2016, Москва, Россия) — советский партийный и государственный деятель, председатель Совета Министров Тувинской АССР (1984—1990).

## Биография
Трудовую деятельность начал в колхозе им. Куйбышева в Кормиловском районе Омской области. Через год стал секретарем-кассиром Черниговской средней школы.
В 1959 окончил Омский сельскохозяйственный институт им. Кирова по специальности «зоотехник», был распределен в Туву. Работал главным зоотехником районной сельскохозяйственной инспекции, главный зоотехником ОПХ колхоза «30 лет Октября», заместителем начальника и начальником Тандинского управления сельского хозяйства.
- 1966—1970 гг. — министр сельского хозяйства,
- 1970—1976 гг. — первый заместитель председателя Совета Министров Тувинской АССР,
- 1976—1982 гг. — второй секретарь Тувинского обкома КПСС.

В начале 1980-х гг. окончил Академию общественных наук при ЦК КПСС, после годичной загранкомандировки в Монгольскую Народную Республику, он вернулся в Туву.
В 1984 г. — заместитель председателя Совета Министров, с 1984 по 1990 гг. — председатель Совета Министров Тувинской АССР.
Избирался депутатом Верховного Совета РСФСР 11-го созыва.
- 1990—1994 гг. — заместитель председателя соответствующего Государственного комитета РСФСР и Российской Федерации по национальной политике,
- 1994—1999 гг. — начальник отдела, затем — заместитель начальника Территориального управления Президента РФ,
- 1999—2007 гг. — заместитель руководителя представительства Администрации Ханты-Мансийского автономного округа при Правительстве РФ.

В ноябре 2007 г. — первый заместитель полномочного представителя Республики Тыва в г. Москве.

## Награды и звания
Награждён двумя орденами Трудового Красного Знамени (в том числе 27.08.1971), орденом «Знак Почета», знаком отличия «За безупречную службу», удостоен медалей «За освоение целинных земель», «60 лет вооруженных сил СССР», «В память 850-летия Москвы». В 2007 г. стал кавалером Ордена Республики Тыва.